# Gabriele Grosse
Gabriele Grosse (* 1942 in Hannover) ist eine deutsche Grafikerin, Malerin und Textilkünstlerin. Sie ist für ihre Transformierungen von Zeichnungen und Grafiken auf großformatige Wandteppiche bekannt.

## Leben
Gabriele Grosse studierte von 1961 bis 1962 an der Staatlichen Kunstakademie Karlsruhe Freie Malerei bei Klaus Arnold. In der dortigen Gobelinwerkstatt fand sie zum Medium der Tapisserie. Im Studium der Freien Graphik an der Staatliche Kunstakademie Düsseldorf von 1962 bis 1967 nahm sie die Gobelinweberei wieder auf und überwachte zum Ende ihres Studiums 1966/67 als Meisterschülerin bei Joseph Fassbender (1903–1974) die Herstellung eines großen Wandteppichs. Seit Ende ihres Studiums arbeitet sie als Malerin, Zeichnerin, Grafikerin und vor allem Tapisseriekünstlerin freischaffend in Düsseldorf und an der Nordsee.

## Werk
Ihre Zeichnungen zeigen eine Entwicklung einer Bildwelt mit konstruktiven und perspektivischen Elementen, collagenhaften Überblendungen und kräftigen Farben zu einer flächigeren, durch zarte Linienführung und weiche Übergänge geprägten Werken, die sich der Monochromie annähern. Von reinen Federzeichnungen entwickelte die Künstlerin sich zu Zeichnungen und Aquarellen weiter, die flüchtige farbige Aquarellflächen mit spitzen Strichen vereinen. Die Farbigkeit ist zurückgenommen auf Grau-, Blau- und Sandtöne, von graphischen Formen durchzogen. Die Künstlerin bezieht sich hierbei auf ihre "innere Notwendigkeit", die zeichnerische und farbliche Abläufe entstehen lässt, die eine Farblandschaft mit einem zeichnerischen Formvorgang ergänzt und durch weiteren Farbauftrag zusammenfasst.
Bei ihren Radierungen geht Gabriele Grosse von kleinen gegenständlichen Details und Formen aus, die sie in ihrem Studium der Natur und Insekten entwickelt hat. Diese Formen arrangiert sie neu, deutet Bilder an, aber führt sie nicht völlig aus, bildet neue Ansatzpunkte und lässt den Betrachtenden ihre Anknüpfpunkte frei wählen. Die Linien und Flächen dieser Bildwelt fügt sie zu abstrahierenden Metamorphosen und Gezeitenspuren zusammen, die an ihre seit 1979 regelmäßigen Aufenthalte an der Nordsee erinnern.
In ihren Collagen befreit sie gefundene Objekte von ihrer Funktion und setzt sie neu zusammen - zu einem Gesamtkunstwerk von Unikaten, die zu einem fröhlichen Chaos mutieren, in Beziehung gesetzt, von Linien verbunden oder stetig mit dem Blickwinkel wandelnd.

### Tapisserien
Für ihre Tapisserien greift sie auf ihre graphischen Blätter zurück. Zeichnungen und Radierungen übersetzt sie zum Teil in verschiedenen Ausführungen in die Textilarbeit, auch ihre Tapisserien zeigen Insektenformen und Gezeitenspuren. Neben monochromen Arbeiten in Grau arbeitet Grosse auch mit der Stofflichkeit von ungebleichtem und halbgebleichten Leinen.
Die subtile Farbgebung erlangt sie durch die Verwendung unterschiedlich farbiger Fäden am Hochwebstuhl. Die Hilfsmittel der Webtechnik, Zahlen, Linien und Schraffuren, die als Koordinatensystem für die Skalierung auf großformatige Tapisserien dienen, haben in ihr Werk als gleichwertige graphische Elemente Einzug genommen.

### Sammlungen
Viele öffentlichen deutschen Sammlungen verfügen über Arbeiten von Gabriele Grosse, unter anderem das Kunstgewerbemuseum Staatliche Museen Preußischer Kulturbesitz Berlin, das Kunstmuseum Düsseldorf, das Museum Ettlingen, das Karl-Ernst-Osthaus-Museum Hagen, das Museum für Kunst und Gewerbe Hamburg, das Städtische Gustav-Lübcke-Museum Hamm, die Städtischen Kunstsammlungen Karlsruhe, das Kunstgewerbemuseum der Stadt Köln, das Marburger Universitätsmuseum für bildende Kunst, das Städtische Museum Schloss Rheydt Mönchengladbach, die Bayrische Staatsbibliothek München, die Kunsthalle Nürnberg, das Germanische Nationalmuseum Nürnberg, das Landesmuseum für Kunst- und Kulturgeschichte Oldenburg, das Kulturgeschichtliches Museum Osnabrück, das Emslandmuseum Schloss Clemenswerth Sögel und die Herzog August Bibliothek Wolfenbüttel.
Auftragsarbeiten und Tapisseriewände befinden sich unter anderem in Augsburg, Baden-Baden, Bonn, Braunschweig, Bremen, Dortmund, Düsseldorf, Göttingen, Hamburg, Heidelberg, Husum Köln, Mönchengladbach, Oberhausen, Riad, Stuttgart und Washington DC.

## Ausstellungen (Auswahl)

### Einzelausstellungen
- Wuppertal, Galerie Porta 1968
- Soest, Kunstpavillon der Stadt Soest 1969
- Bremen, Paula-Becker-Modersohn-Haus 1970
- Hamm, Städtisches Gustav-Lübcke-Museum 1973
- Rom, Galleria Villa Massimo 1974
- Köln, Internationaler Kunstmarkt, Galerie Walther 1975
- Hamburg, Galerie Meißner (mit K-L Schmaltz) 1977
- Osnabrück, Kulturgeschichtliches Museum 1978
- Düsseldorf, Galerie Walther (mit Rolf Escher und Peter Tuma) 1980
- Mönchengladbach, Städtisches Museum Schloss Rheydt (mit Allen Müller-Hellwig) 1981
- Hongkong, Gallery art east/art west, Goethe-Institut (mit Hans Jaenisch) 1982
- Heilbronn, Kunstverein (mit K-L Schmaltz) 1984
- Hanau, Galerie Thekla 1986
- Ettlingen, Museum und Stadtbibliothek Ettlingen 1988
- Dortmund, Galerie Malten 1989
- Hannover, Handwerksform Hannover 2006

### Gruppenausstellungen
- vlakbeeld + tapijt + objekt, Antwerpen, Königliche Akademie für Schöne Künste 1970 und Hasselt, Begijnhof 1971
- Stipendiaten der Deutschen Akademie Villa Massimo, Rom, Goethe-Institut 1973/74
- Tapisserie in Deutschland nach 1945, Ludwigshafen, Städtische Kunstsammlungen 1975
- Erste Biennale der deutschen Tapisserie, München, Bayrische Akademie für Schöne Künste 1978
- Rückschau Villa Massimo Rom 1957/1974, Baden-Baden, Staatliche Kunsthalle und Saarbrücken, Saarland-Museum 1978, Berlin, Staatliche Kunsthalle und Kassel, Staatliche Kunstsammlungen 1979
- Zweite Biennale der deutschen Tapisserie, Osnabrück, Kulturgeschichtliches Museum 1980
- 6. Internationale Grafik-Biennale, Frechen, Kunstverein 1980
- Dritte Biennale der deutschen Textilkunst, Krefeld, Deutsches Textilmuseum 1982
- 40 Künstler aus der Bundesrepublik Deutschland, Moskau, Kulturpalast 1983
- Das Aquarell, Mülheim an der Ruhr, Städtisches Museum 1985
- Overbeck-Gesellschaft: 7 Jahrzehnte, Lübeck, Overbeck-Gesellschaft 1988

## Auszeichnungen (Auswahl)
- 1970: Bayerischer Staatspreis
- 1970: Gerhard-Grünold-Preis
- 1971: Premio del Fiorino, Preis der BRD für Malerei
- 1971: Staatspreis für Kunsthandwerk in Nordrhein-Westfalen
- 1973–1974: Rompreis der Villa Massimo[1]
- 2006: Lotte-Hofmann-Gedächtnispreis für Textilkunst[6]